# Пальнороздавальна колонка

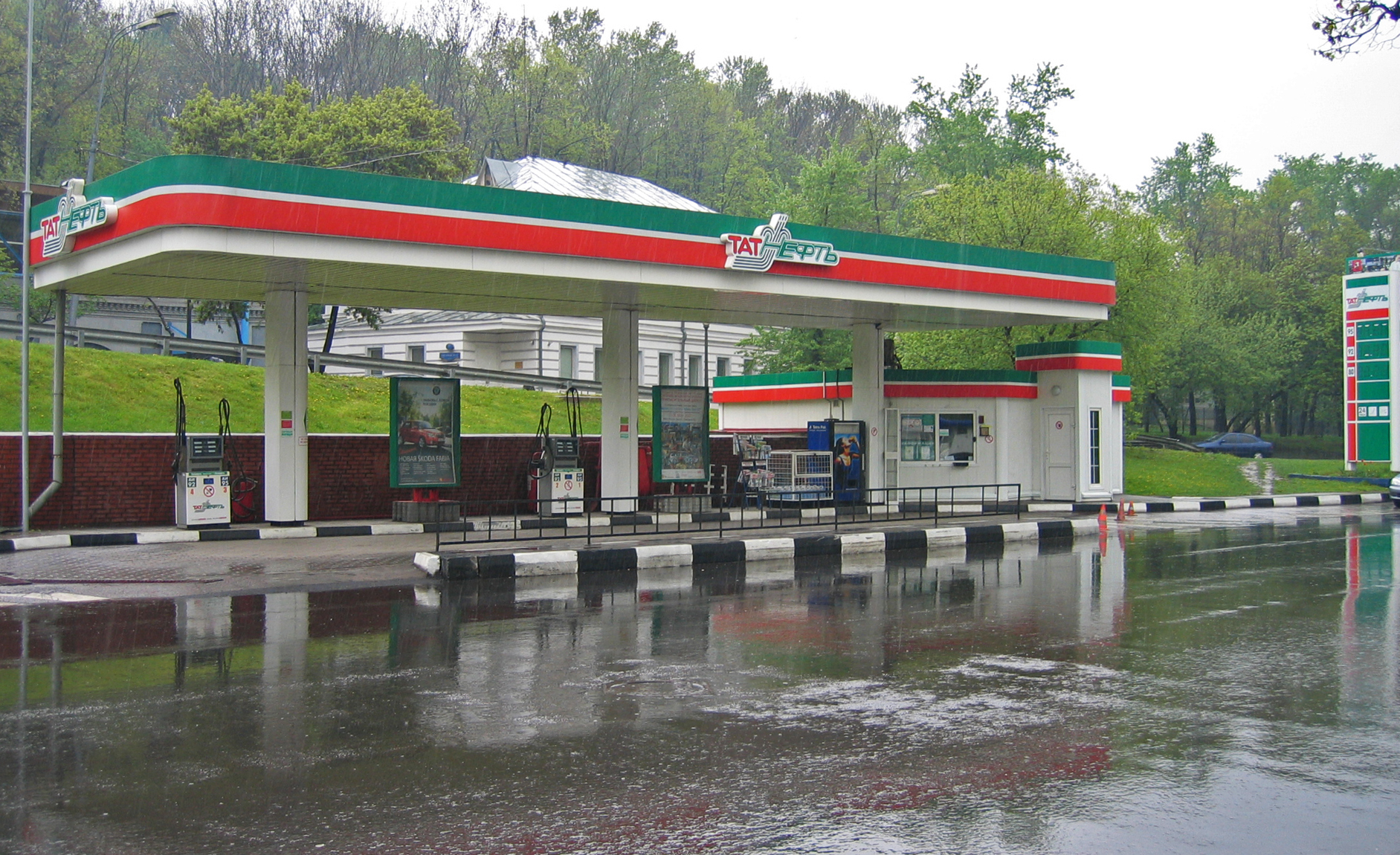

Пальнороздава́льна коло́нка, бензороздавальна колонка, бензоколонка — насосна установка для заправки автомобіля паливом (бензином, дизельним паливом, метанолом, біопаливом, керосином та ін.). Зазвичай встановлюється на автозаправних станціях.

## Конструкція
Бензин подається з резервуара підземного бензосховища в бензороздавальну колонку насосом, а звідти в бак автомобіля самопливом. Бензороздавальна колонка має спеціальний лічильник — літромір, що складається з двох спарених скляних градуйованих посудин, які поперемінно наповнюються бензином і спорожнюються в бак автомобіля через роздавальний шланг, на якому є кран пістолетного типу. Наконечник роздавального шланга і машину, яку заправляють бензином, треба обов'язково заземляти, щоб запобігти можливому вибухові або пожежі через розряди статичної електрики, яка утворюється під час протікання бензину по трубах.

## З історії
Перша бензоколонка світу з'явилася в 1907 р. у Сент-Луїсі (до цього бензин продавали у магазинах з бідонів), у 1921 р. кількість АЗС вже сягала у США 12 тис., а в 1929 р. — 143 тис.